# Bugi-myeon, Jangseong-gun
Bugi-myeon (koreanska: 북이면) är en socken i Sydkorea. Den ligger i kommunen Jangseong-gun i provinsen Södra Jeolla, i den södra delen av landet, 235 km söder om huvudstaden Seoul.